# 류상철
류상철(柳相哲, 1934년 12월 23일~2019년 )은 대한민국의 정치인이다. 민선 1·2대 전라남도 고흥군수이다.

## 경력
- 1995. 07. 01~1998. 06. 30 민선 1기 전라남도 고흥군수
- 1998. 07. 01~2002. 06. 30 민선 2기 전라남도 고흥군수

## 역대 선거 결과
|  | 49.22% |

|  | 100.00% |